# Scarlett St. Clair
Scarlett St. Clair (Eufaula) é uma escritora estadunidense de obras no gênero de fantasia. Ela foi publicada em mais de 13 países. Seu livro A Touch of Chaos (2024) entrou na lista de best-sellers do The New York Times.

## Biografia
Scarlett St. Clair nasceu e foi criada na cidade de Eufaula no estado de Oklahoma e é cidadã da Nação Muscogee. Ela se formou em 2012 na Universidade de Oklahoma, em Redação em Inglês e em 2014 com mestrado em Biblioteconomia.
Ela começou a publicar seus romances por conta própria em 2014 quando ainda era estudante universitária. Ela foi bibliotecária durante cinco anos antes de se tornar autora em tempo integral. Seus livros foram destaque no TikTok e no Instagram.
Ela mora em Oklahoma com sua cadela.

### Saga Hades x Perséfone
1. A Touch of Darkness (2019) no Brasil: Um Toque de Escuridão (Cabana Vermelha, 2021) em Portugal: Um Toque de Escuridão (Marcador, 2023)
2. A Touch of Ruin (2020) no Brasil: Um Toque de Ruína (Cabana Vermelha, 2022)
3. A Touch of Malice (2021)
4. A Touch of Chaos (2024)

### Saga de Hades
1. A Game of Fate (2020) no Brasil: Um Jogo do Destino (Cabana Vermelha, 2023)
2. A Game of Retribution (2022)
3. A Game of Gods (2023)

### Adrian X Isolde
1. King of Battle And Blood (2021)
2. Queen of Myth and Monsters (2022)

### Conto de fadas recontados
1. Mountains Made of Glass (2023)
2. Apples Dipped in Gold (2024)